# جاناتان بیت
جاناتان بیت (انگلیسی: Jonathan Bate; ۲۶ ژوئن ۱۹۵۸ –) رمان‌نویس، استاد دانشگاه، منتقد ادبی، و زندگی‌نامه‌نویس اهل بریتانیا بود.
وی همچنین برندهٔ جوایزی همچون جایزه یادبود جیمز تیت بلاک، عضو آکادمی بریتانیا، شوالیه (عنوان)، و جایزه هاثورندن شده‌است.